# Pirates of the Caribbean: The Curse of the Black Pearl (soundtrack)
Pirates of the Caribbean: The Curse of the Black Pearl is de officiële soundtrack van de gelijknamige film. Het album werd uitgebracht op 22 juli 2003 door Walt Disney Records. De muziek op het album wordt toegeschreven aan componist Klaus Badelt. De soundtrack is vooral noemenswaardig vanwege de snelle productie, en het feit dat het afwijkt van de traditionele muziek van piratenfilms.

## Nummers
1. "Fog Bound" (2:17)
2. "The Medallion Calls" (1:53)
3. "The Black Pearl "(2:17)
4. "Will and Elizabeth" (2:08)
5. "Swords Crossed" (3:16)
6. "Walk the Plank" (1:59)
7. "Barbossa is Hungry" (4:06)
8. "Blood Ritual" (3:33)
9. "Moonlight Serenade" (2:09)
10. "To the Pirates' Cave!" (3:31)
11. "Skull and Crossbones" (3:24)
12. "Bootstrap's Bootstraps" (2:39)
13. "Underwater March" (4:13)
14. "One Last Shot" (4:46)
15. "He's a Pirate" (1:31)

## Productie
Componist Alan Silvestri was oorspronkelijk ingehuurd om de muziek voor The Curse of the Black Pearl te componeren. Maar vanwege onenigheid tussen hem en producer Jerry Bruckheimer verliet hij het project. Gore Verbinski vroeg hierop Hans Zimmer, met wie hij reeds samengewerkt had aan The Ring, als vervanger. Zimmer sloeg het aanbod af omdat hij al bezig was met de muziek voor The Last Samurai, en een contract had waarin stond dat hij voordat deze film was afgerond geen nieuwe projecten meer mocht aannemen. Hij verwees Verbrinski daarom door naar Klaus Badelt, een relatief nieuwe componist die werkte voor Remote Control Productions.
Zimmer werkte samen met Badelt aan het merendeel van de muziek. Ze maakten een demo met drie van de primaire thema’s en motieven, waaronder een vroege versie van "He's a Pirate". Badelt maakte onder andere gebruik van muziek die Zimmer had gecomponeerd voor de film Drop Zone. Badelt stond onder grote druk vanwege de snelle productie van de film. Hij moest zijn werk binnen drie weken voltooien. Hij kreeg hulp van Ramin Djawadi, James Dooley, Nick Glennie-Smith, Steve Jablonsky, Blake Neely, James McKee Smith, en Geoff Zanelli voor het bijschaven en opnemen van de muziek. De muziek werd opgenomen door een groep musici van het Hollywood Studio Symphony. De opnames namen vier dagen in beslag. Deze korte opnametijd maakte dat men voor elk nummer een andere opnamestudio nodig had.
Van de filmmuziek is in totaal 43 minuten terug te vinden op de soundtrack-cd. De muziek van de film is ook te horen in het videospel Kingdom Hearts II.

## Hitnoteringen

### NederlandseAlbum Top 100
| Hitnotering: 06-09-2003 t/m 04-10-2003 | Hitnotering: 06-09-2003 t/m 04-10-2003 | Hitnotering: 06-09-2003 t/m 04-10-2003 | Hitnotering: 06-09-2003 t/m 04-10-2003 | Hitnotering: 06-09-2003 t/m 04-10-2003 | Hitnotering: 06-09-2003 t/m 04-10-2003 | Hitnotering: 06-09-2003 t/m 04-10-2003 |
| Week:                                  | 1                                      | 2                                      | 3                                      | 4                                      | 5                                      |                                        |
| -------------------------------------- | -------------------------------------- | -------------------------------------- | -------------------------------------- | -------------------------------------- | -------------------------------------- | -------------------------------------- |
| Positie:                               | 90                                     | 69                                     | 72                                     | 78                                     | 91                                     | uit                                    |

### NPO Klassiek Filmmuziek Top 200
| Als Pirates of the Caribbean in de NPO Klassiek Filmmuziek Top 200 | Als Pirates of the Caribbean in de NPO Klassiek Filmmuziek Top 200 | Als Pirates of the Caribbean in de NPO Klassiek Filmmuziek Top 200 | Als Pirates of the Caribbean in de NPO Klassiek Filmmuziek Top 200 | Als Pirates of the Caribbean in de NPO Klassiek Filmmuziek Top 200 | Als Pirates of the Caribbean in de NPO Klassiek Filmmuziek Top 200 | Als Pirates of the Caribbean in de NPO Klassiek Filmmuziek Top 200 | Als Pirates of the Caribbean in de NPO Klassiek Filmmuziek Top 200 | Als Pirates of the Caribbean in de NPO Klassiek Filmmuziek Top 200 | Als Pirates of the Caribbean in de NPO Klassiek Filmmuziek Top 200 | Als Pirates of the Caribbean in de NPO Klassiek Filmmuziek Top 200 |
| Jaar                                                               | 2016                                                               | 2017                                                               | 2018                                                               | 2019                                                               | 2020                                                               | 2021                                                               | 2022                                                               | 2023                                                               | 2024                                                               | 2025                                                               |
| ------------------------------------------------------------------ | ------------------------------------------------------------------ | ------------------------------------------------------------------ | ------------------------------------------------------------------ | ------------------------------------------------------------------ | ------------------------------------------------------------------ | ------------------------------------------------------------------ | ------------------------------------------------------------------ | ------------------------------------------------------------------ | ------------------------------------------------------------------ | ------------------------------------------------------------------ |
| Positie                                                            | 21                                                                 | 23                                                                 | 10                                                                 | 8                                                                  | 5                                                                  | 3                                                                  | 6                                                                  | 6                                                                  | 6                                                                  | 4                                                                  |